# Championnats d'Amérique centrale et des Caraïbes d'athlétisme 1983
Les 9es Championnats d'Amérique centrale et des Caraïbes d'athlétisme ont eu lieu à La Havane, à Cuba, en 1983. 

## Résultats

### Hommes
| Épreuve | Or                                | Or                 | Argent                                        | Argent          | Bronze                    | Bronze          |
| --- | --------------------------------- | ------------------ | --------------------------------------------- | --------------- | ------------------------- | --------------- |
| 100 m | Juan Núñez République dominicaine | 10 s 16 CR NR      | Tomás González (athlétisme) Cuba              | 10 s 37         | Florencio Aguilar Panama  | 10 s 48         |
| 200 m | Juan Núñez République dominicaine | 20 s 65 NR         | Tomás González (athlétisme) Cuba              | 20 s 96         | Fabian Whymns Bahamas     | 21 s 19         |
| 400 m | Lázaro Martínez Cuba              | 45 s 91            | Agustín Pavó Cuba                             | 46 s 74         | Edison Reyes Venezuela    | 46 s 95         |
| 800 m | Bárbaro Serrano Cuba              | 1 min 47 s 67      | Oslen Barr Guyana                             | 1 min 48 s 25   | Hilario Barnet Cuba       | 1 min 48 s 89   |
| 1 500 m | Ignacio Melecio Mexique           | 3 min 46 s 66      | Jorge Poll Cuba                               | 3 min 46 s 71   | Félix Mesa Cuba           | 3 min 47 s 59   |
| 5 000 m | Gerardo Alcalá Mexique            | 14 min 11 s 91     | Germán Peña Colombie                          | 14 min 22 s 45  | Eduardo Navas Venezuela   | 14 min 24 s 42  |
| 10 000 m | Gerardo Alcalá Mexique            | 31 min 05 s 86     | Navel Parra Cuba                              | 31 min 10 s 99  | Eddy Ríos Cuba            | 31 min 16 s 50  |
| Marathon | Víctor Mora Colombie              | 2 h 58 min 51 s    | Héctor Rodríguez Colombie                     | 2 h 59 min 35 s | Juan Brito Colombie       | 3 h 01 min 31 s |
| 3000 m steeple | César Santiago Porto Rico         | 8 min 48 s 80      | Rafael Colmenares Venezuela                   | 8 min 49 s 90   | José Cobo Colombie        | 8 min 55 s 70   |
| 110 m haies | Alejandro Casañas Cuba            | 13 s 61 (w)        | Modesto Castillo République dominicaine       | 13 s 79 (w)     | Ángel Bueno Cuba          | 13 s 93 (w)     |
| 400 m haies | David Charlton Bahamas            | 50 s 07 CR         | Greg Rolle Bahamas                            | 50 s 87         | Victor Gómez Cuba         | 51 s 24         |
| Saut en hauteur | Jorge Alfaro Cuba                 | 2,25 m =CR         | Clarence Saunders Bermudes                    | 2,19 m          | Javier Sotomayor Cuba     | 2,17 m          |
| Saut à la perche | Edgardo Rivera Porto Rico         | 5,20 m CR          | Brian Morrissette Îles Vierges des États-Unis | 5,10 m          | Rubén Camino Cuba         | 5,00 m          |
| Saut en longueur | Juan Felipe Ortíz Cuba            | 8,04 m CR          | Joey Wells Bahamas                            | 8,04 m          | Jaime Jefferson Cuba      | 8,03 m          |
| Triple saut | Jorge Reyna Cuba                  | 16,95 m CR         | Lázaro Balcindes Cuba                         | 16,58 m         | Ernesto Torres Porto Rico | 15,91 m         |
| Lancer du poids | Paul Ruiz Cuba                    | 17,76 m            | William Romero Venezuela                      | 16,29 m         | Marciso Boué Cuba         | 15,90 m         |
| Lancer du disque | Bradley Cooper Bahamas            | 63,26              | Juan Martínez Cuba                            | 63,12           | Raúl Calderón Cuba        | 57,00           |
| Lancer du marteau | Genovevo Morejón Cuba             | 67,60 m CR         | Vicente Sánchez Cuba                          | 64,24 m         | Luis Martínez Porto Rico  | 56,90 m         |
| Lancer du javelot | Reinaldo Patterson Cuba           | 79,76 m            | Martín Álvarez Cuba                           | 76,74 m         | Juan de la Garza Mexique  | 75,22 m         |
| Décathlon | Pedro Herrera Cuba                | 7 358 pts CR       | Guillermo Sánchez Mexique                     | 7 224 pts       | Douglas Rosado Porto Rico | 6 974 pts       |
| 20 km marche | David Castro Cuba                 | 1 h 29 min 44 s    | Querubín Moreno Colombie                      | 1 h 29 min 54 s | Marcelino Colín Mexique   | 1 h 33 min 49 s |
| 50 km marche | Arturo Bravo Mexique              | 4 h 21 min 01 s CR | Rolando Hernández Cuba                        | 4 h 46 min 36 s | Félix Pérez Cuba          | 4 h 53 min 18 s |
| 4 × 100 m | Cuba                              | 39 s 81            | Bahamas                                       | 40 s 34         | Venezuela                 | 40 s 64         |
| 4 × 400 m | Cuba                              | 3 min 05 s 12      | Bahamas                                       | 3 min 07 s 06   | Venezuela                 | 3 min 08 s 56   |
| Records et Performances - AR : Record continental (area record) - CR : Record des championnats (championship record) - MR : Record du meeting (meet record) - NR : Record national (national record) - OR : Record olympique (olympic record) - PR : Record paralympique (paralympic record) - PB : Record personnel (personal best) - SB : Meilleure performance personnelle de la saison (season's best) - WL : Meilleure performance mondiale de l'année (world leader) - WJR : Record du monde junior (world junior record) - WR : Record du monde (world record) Circonstances et Conditions - DNF : N'a pas terminé (did not finish) - DNS : N'a pas pris le départ (did not start) - DQ : Disqualification (disqualification) - NM : Aucun essai valable enregistré (No Mark) - Q : Qualifié « directement » au prochain tour (ou à la prochaine compétition), lors d'une compétition majeure, grâce au classement ou à la réalisation des minima (automatic qualifier) - q : Qualifié au prochain tour (ou à la prochaine compétition), lors d'une compétition majeure, grâce au repêchage ou à la réalisation de l'une des meilleures performances parmi celles des « non qualifiés directement » (grâce au meilleur temps ou à la meilleure distance par exemple) (secondary qualifier) |                                   |                    |                                               |                 |                           |                 |

### Femmes
| Épreuve | Or                       | Or               | Argent                                    | Argent        | Bronze                         | Bronze                         |
| --- | ------------------------ | ---------------- | ----------------------------------------- | ------------- | ------------------------------ | ------------------------------ |
| 100 m | Luisa Ferrer Cuba        | 11 s 52          | Pauline Davis Bahamas                     | 11 s 60       | Susana Armenteros Cuba         | 11 s 66                        |
| 200 m | Luisa Ferrer Cuba        | 23 s 38 (w)      | Pauline Davis Bahamas                     | 23 s 65 (w)   | Nilsa París Porto Rico         | 23 s 70 (w)                    |
| 400 m | Ana Fidelia Quirot Cuba  | 52 s 89          | Mercedes Álvarez Cuba                     | 53 s 47       | Oralee Fowler Bahamas          | 54 s 57                        |
| 800 m | Nery McKeen Cuba         | 2 min 04 s 26 CR | María Ribeaux Cuba                        | 2 min 06 s 84 | Adriana Marchena Venezuela     | 2 min 09 s 20                  |
| 1 500 m | Eloína Kerr Cuba         | 4 min 21 s 06 CR | Janice Carlo Porto Rico                   | 4 min 25 s 09 | Adriana Marchena Venezuela     | 4 min 26 s 57                  |
| 3 000 m | Sergia Martínez Cuba     | 9 min 36 s 75 CR | Fabiola Rueda Colombie                    | 9 min 40 s 10 | María Cuesta Cuba              | 9 min 58 s 61                  |
| 100 m haies | Grisel Machado Cuba      | 13 s 64 CR       | Julieta Rosseaux Cuba                     | 14 s 19       | Angie Marie Regis Venezuela    | 14 s 23                        |
| 400 m haies | Alma Vázquez Mexique     | 59 s 57          | Felicia Candelario République dominicaine | 1 min 00 s 06 | Vilma París Porto Rico         | 1 min 00 s 84                  |
| Saut en hauteur | Victoria Despaigne Cuba  | 1,78 m           | Amalia Montes Mexique                     | 1,75 m        | Eunice Greene Bahamas          | 1,75 m                         |
| Saut en longueur | Shonel Ferguson Bahamas  | 6,65 m CR        | Madeline de Jesús Porto Rico              | 6,49 m        | Adelina Polledo Cuba           | 6,23 m                         |
| Lancer du poids | Marcelina Rodríguez Cuba | 17,00 m          | Laverne Eve Bahamas                       | 14,75 m       | Lissete Martínez Cuba          | 14,67 m                        |
| Lancer du disque | Carmen Romero Cuba       | 58,58 m          | Hilda Ramos Cuba                          | 57,80 m       | Yunaira Piña Venezuela         | 46,04 m                        |
| Lancer du javelot | Iris de Grasse Cuba      | 59,74 m CR       | María Beltrán Cuba                        | 56,40 m       | Mariela Riera Venezuela        | 53,84 m                        |
| Heptathlon | Victoria Despaigne Cuba  | 5 469 pts CR     | Leyda Castro République dominicaine       | 5 178 pts     | Genoveva Montano Cuba          | 4 870 pts                      |
| 4 × 100 m | Bahamas                  | 45 s 26          | Porto Rico                                | 46 s 69       | Pas d'autre médaille attribuée | Pas d'autre médaille attribuée |
| 4 × 400 m | Cuba                     | 3 min 34 s 97 CR | Porto Rico                                | 3 min 39 s 36 | Bahamas                        | 3 min 54 s 37                  |
| Records et Performances - AR : Record continental (area record) - CR : Record des championnats (championship record) - MR : Record du meeting (meet record) - NR : Record national (national record) - OR : Record olympique (olympic record) - PR : Record paralympique (paralympic record) - PB : Record personnel (personal best) - SB : Meilleure performance personnelle de la saison (season's best) - WL : Meilleure performance mondiale de l'année (world leader) - WJR : Record du monde junior (world junior record) - WR : Record du monde (world record) Circonstances et Conditions - DNF : N'a pas terminé (did not finish) - DNS : N'a pas pris le départ (did not start) - DQ : Disqualification (disqualification) - NM : Aucun essai valable enregistré (No Mark) - Q : Qualifié « directement » au prochain tour (ou à la prochaine compétition), lors d'une compétition majeure, grâce au classement ou à la réalisation des minima (automatic qualifier) - q : Qualifié au prochain tour (ou à la prochaine compétition), lors d'une compétition majeure, grâce au repêchage ou à la réalisation de l'une des meilleures performances parmi celles des « non qualifiés directement » (grâce au meilleur temps ou à la meilleure distance par exemple) (secondary qualifier) |                          |                  |                                           |               |                                |                                |

## Tableau des médailles
| Rang | Nation                      | Or | Argent | Bronze | Total |
| ---- | --------------------------- | -- | ------ | ------ | ----- |
| 1    | Cuba                        | 26 | 15     | 16     | 57    |
| 2    | Mexique                     | 5  | 2      | 2      | 9     |
| 3    | Bahamas                     | 4  | 7      | 4      | 15    |
| 4    | Porto Rico                  | 2  | 4      | 5      | 11    |
| 5    | République dominicaine      | 2  | 3      | 0      | 5     |
| 6    | Colombie                    | 1  | 4      | 2      | 7     |
| 7    | Venezuela                   | 0  | 2      | 9      | 11    |
| 8    | Guyana                      | 0  | 1      | 0      | 1     |
| 8    | Îles Vierges des États-Unis | 0  | 1      | 0      | 1     |
| 8    | Bermudes                    | 0  | 1      | 0      | 1     |
| 12   | Panama                      | 0  | 0      | 1      | 1     |